# 진한갈색과일먹는박쥐
진한갈색과일먹는박쥐(Artibeus obscurus)는 주걱박쥐과(신세계잎코박쥐과)에 속하는 박쥐의 일종이다. 남아메리카에 분포한다.

## 특징
진한갈색과일먹는박쥐는 비교적 작은 박쥐로 평균 몸길이는 약 8cm이고, 몸무게는 30~52g이다. 다른 근연종에 비해 털이 길고 진하며, 일부 희게 탈색된 부분과 함께 몸 대부분이 진한 갈색과 검은 색을 띤다. 하체는 연한 색을 띠고 얼굴에 연한 색깔의 희미한 줄무늬도 나 있다. 잎코(비엽)은 넓고 윗입술과 분리된 독특한 관코 형태를 띤다. 작은 크기의 박쥐로 주둥이는 비교적 좁고 귀는 둥글며, 날카롭고 뾰족한 이주를 갖고 있다.

## 분포 및 서식지
진한갈색먹는과일박쥐는 아마존 분지 전역에서 발견된다. 브라질 남단을 제외한 기아나 지역부터 베네수엘라와 볼리비아 사이의 아마존 대부분의 지역에서 알려져 있다. 해수면부터 해발 1400m 사이의 열대우림, 분포 지역 남부의 사바나 숲, 군데군데의 반-탈락성 숲에서 서식한다. 아종은 알려져 있지 않다.

## 생태
진한갈색과일먹는박쥐는 보통 숲으로 덮인 땅 위를 낮게 근접하여 날아서 이동하는 박쥐이다. 낮 시간에는 땅에서 약 4~7m 높이의 잎 또는 나무껍질 조각 아래에 매달려 지낸다. 무화과나무 잎, 심빌로와 우빌라와 같은 과일 나무를 먹는다. 짝짓기는 9월과 11월 사이에 하며, 한 마리의 새끼를 낳는다.